# Brachychiton australis
Brachychiton australis là một loài thực vật có hoa trong họ Cẩm quỳ. Loài này được (Schott & Endl.) A.Terracc. mô tả khoa học đầu tiên năm 1897.